# Mydaea bistriata
Mydaea bistriata este o specie de muște din genul Mydaea, familia Muscidae. A fost descrisă pentru prima dată de Stein în anul 1918. Conform Catalogue of Life specia Mydaea bistriata nu are subspecii cunoscute.